# Steve Shehan
Steve Shehan, né le 18 janvier 1957 à Fort Eustis en Virginie, est un compositeur et percussionniste franco-américain. Sa discographie, depuis le début des années 1990, se compose de nombreux albums, en solo, en groupe avec Hadouk Trio ou avec son ami de toujours, le défunt Baly Othmani.
Musicien éclectique, ses percussions ont été demandées par les plus grands artistes de la scène Rock, World et Chanson, tant anglo-saxonne que française. Il a participé à de nombreux albums et collaboré en studio et sur scène avec des artistes ou groupes aussi renommés que Bob Dylan, Paul Simon, Paul McCartney, Peter Gabriel, Zazie, Carla Bruni, Khaled, Lokua Kanza, Magma, Stéphane Eicher, Liane Foly, les Gipsy Kings, Renaud, Cheb Mami, Arthur H, Salif Keita, Youssou N'dour, Véronique Sanson, l'orchestre national de Lille (Jean-Claude Casadessus), Louis Chédid, Didier Lockwood, Jon Hassell, Rokia Traoré, Nitin Sawhney, John McLaughlin, George Heid III...
Il est notamment reconnu pour sa maîtrise du hang.

## Biographie
Né aux États-Unis d'un père américain et d'une mère française, il a passé sa jeunesse dans les états du sud. Il les quitte pour rejoindre ses grands-parents maternels en France et poursuivre ses études,.
Il commence sa carrière de musicien professionnel en 1976 en Suède et s'installe en France en 1978.
Voyageur infatigable, pilote, il parcourt la planète depuis lors, à la recherche d'inspirations et de rencontres musicales.
Il pratique également la peinture.
En 2014, il participe à l'initiative pour la paix EU Children for Peace initiative

## Discographie

### En solo
- 1990 : Arrows
- 1994 : Indigo Dreams - remasterisé en 2006 (Safar Productions et Editions)
- 1997 : Safar - remasterisé en 2006 (Safar Productions et Editions)
- 1997 : Versecret - remasterisé en 2006 (Safar Productions et Editions)
- 1998 : Amok - remasterisé en 2006 (Safar Productions et Editions)
- 1998 : Plénitudes
- 2002 : Roads - remasterisé en 2006 (Safar Productions et Editions)
- 2013 : Hang with You (Safar Productions et Editions / Naïve)
- 2018 : Coffret 3 CDs V.I.S (Safar Productions et Editions), contenant les albums Visa Mundi, Incarnations et Stella Novae avec la voix de Steeve Brudey Nelson.

### Avec Baly Othmani
- 1994 : Assouf (la nostalgie) - remasterisé en 2006 (Safar Productions et Editions)
- 1997 : Assarouf (le pardon) - remasterisé en 2006 (Safar Productions et Editions)
- 2008 : Assikel (le voyage) (Safar Productions et Editions)

### Avec Hadouk Trio (Didier Malherbe / Loy Ehrlich / Steve Shehan)
- 1999 : Shamanimal (Mélodie rééd. Naïve)
- 2002 : Now (Mélodie, rééd. Naïve)
- 2004 : Hadouk Trio Live à FIP (Mélodie/Abeille Musique)
- 2006 : Utopies (Naïve)
- 2007 : Baldamore (CD+DVD Live au Cabaret Sauvage) (Naïve)
- 2010 : Air Hadouk (Naïve)
- 2013 : Coffret Intégrale Hadouk Trio (Naïve)

### Autres participations
- 1990 : Faite pour un millionnaire - Yianna Katsoulos
- 1994 : Alif - Omar Faruk Tekbilek with Steve Shehan
- 1998 : Awham (chimères) - Steve Shehan & Youssef el Idrissi
- 1998 : Figaro... si! - Steve Shehan & Dominique Figaro
- 2006 : Elevations - Steve Shehan & Reza Derakshani (Safar Productions et Editions)
- 2009 : Awalin (ma parole) - Steve Shehan et Nabil Othmani - (Safar Productions et Editions / Naïve)
- 2011 : The Shape of a Broken Heart - Imany
- 2021: Wisdom Path - George Heid III & Steve Shehan - (Corona Music)

### BOF
- 1995 : Le Maître des éléphants de Patrick Grandperret
- 1995 : Bye-bye de Karim Dridi
- 2005 : Kirikou et les bêtes sauvages, composé par Manu Dibango, avec Didier Malherbe[6]
- 2014 ; Sous les jupes des filles, composé par Imany

## Filmographie
- Hadouk Trio live au Satellit café 2004 (DVD Naïve)
- Hadouk Trio  live au Cabaret sauvage 2007 (DVD Naïve)
- Documentaire "Assikel, de Bali à Baly" 2008 (DVD Safar)

### Presse
- Magali Lagrange, « Invité Afrique - Mauritanie : Sahel Jazz-PLUS, plus qu’un festival, "un moment d’échange" », sur rfi.fr, 3 mai 2015 (consulté le 18 septembre 2020)
- « Steve Shehan, le hang autour du monde », 26 juin 2015, sur lanouvellerepublique.fr